# 旧神戸市立生糸検査所

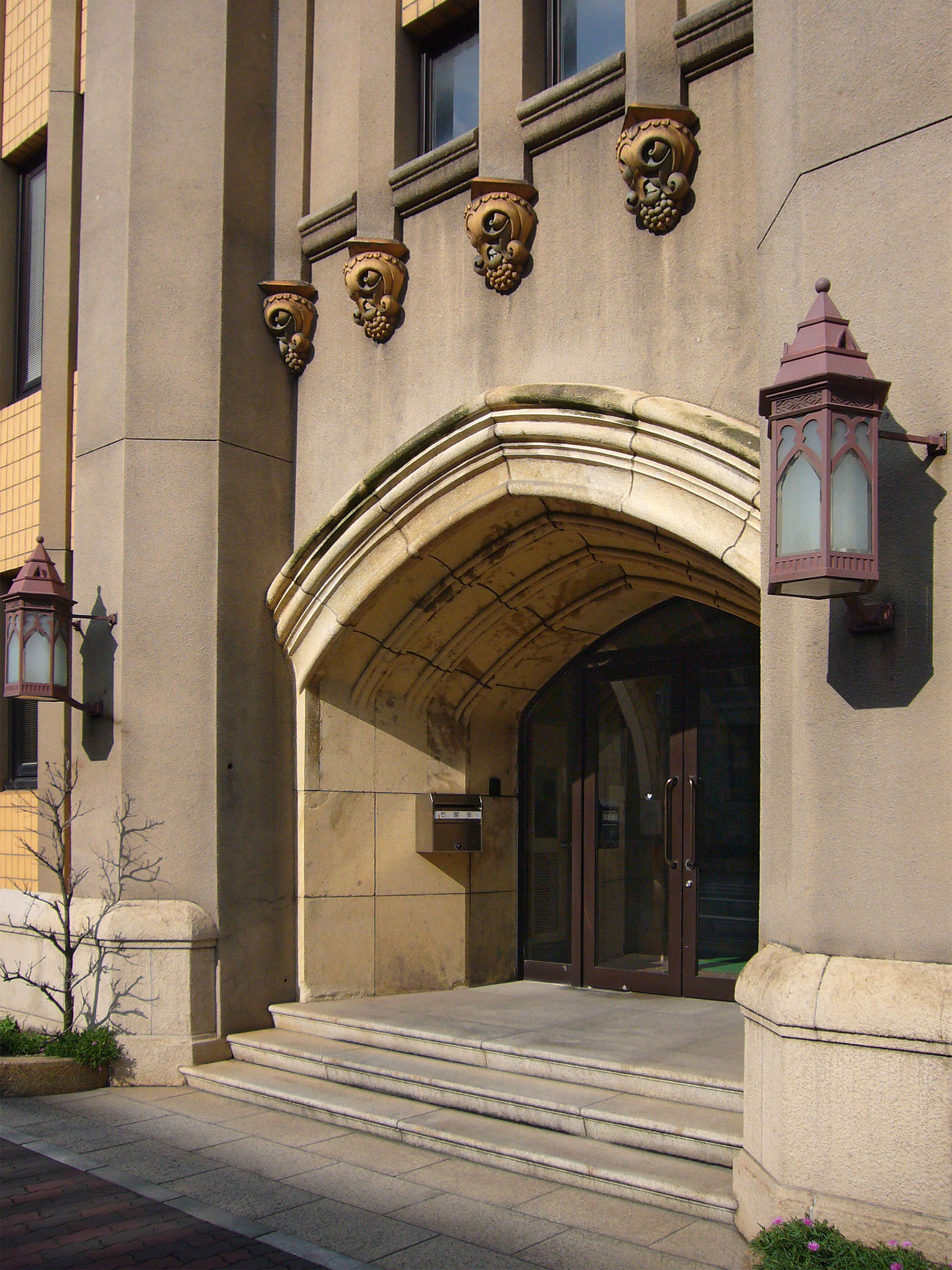
玄関

旧神戸市立生糸検査所（きゅうこうべしりつきいとけんさじょ）は兵庫県神戸市中央区の新港地区にある歴史的建造物。神戸税関の東向かい、新港貿易会館の北側に位置する。

## 概要
1927年に輸出生糸の検査を行う施設として建設された独創的な意匠の近代ビルで、2008年度末までは隣接する旧国立生糸検査所と一体で独立行政法人農林水産消費技術センターの施設として使用されていた。
農林水産消費技術センター神戸センターのポートアイランド移転、跡地の競売が発表され先行きが危惧されたが、近代都市の歴史的景観が保たれた地区として非常に重要な新港エリアの保全と将来の活用を考慮し、神戸市が買収した。2012年8月から、旧国立生糸検査所（新館）とともにデザイン・クリエイティブセンター神戸（通称KIITO）旧館として活用されている。

## デザイン・クリエイティブセンター神戸 旧館

### 施設
1F
- カフェ
- クリエイティブスタジオ
- プロジェクトスペース1A

2F
- 生糸検査所ギャラリー
- ギャラリーC

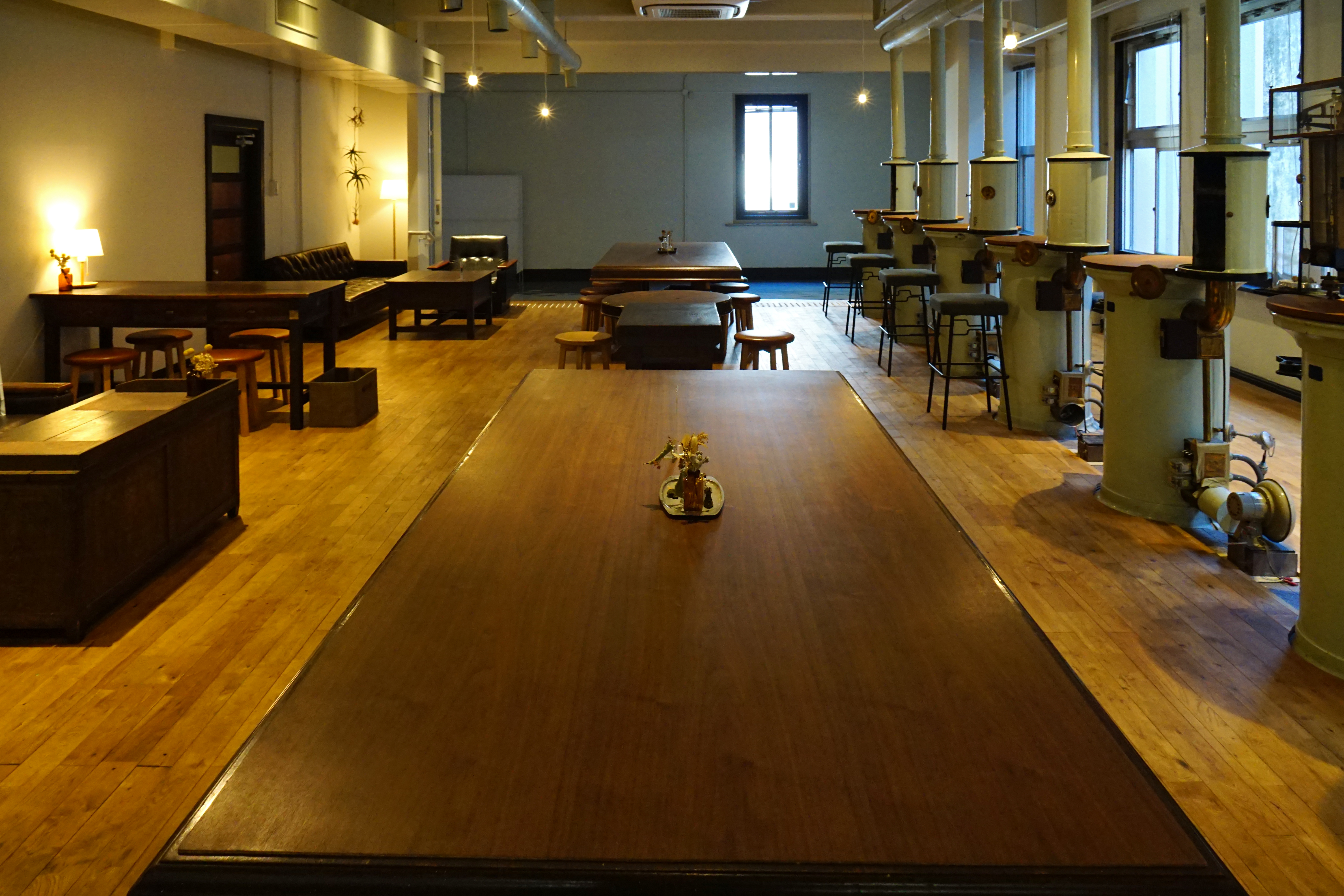
1F　カフェ
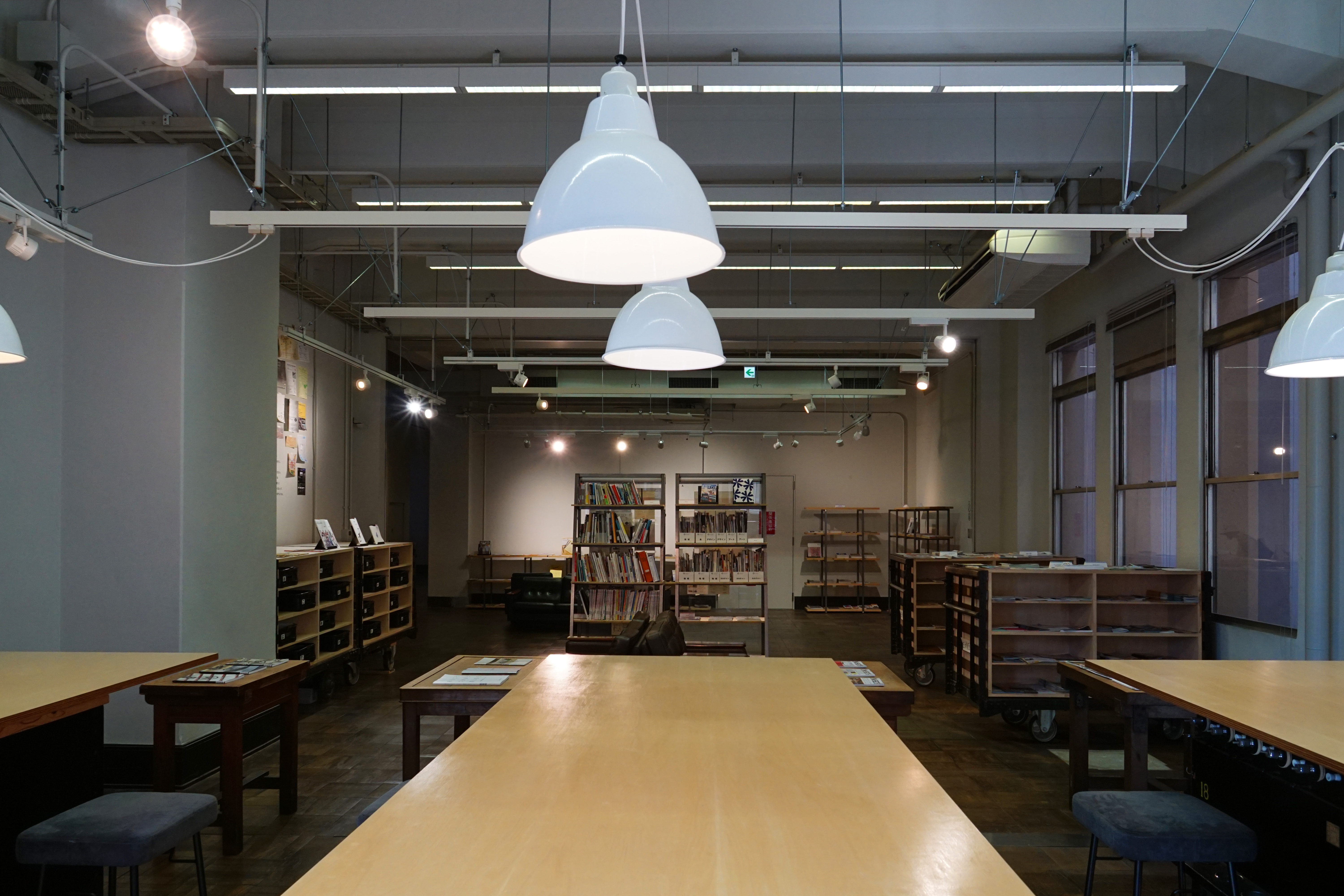
ライブラリ
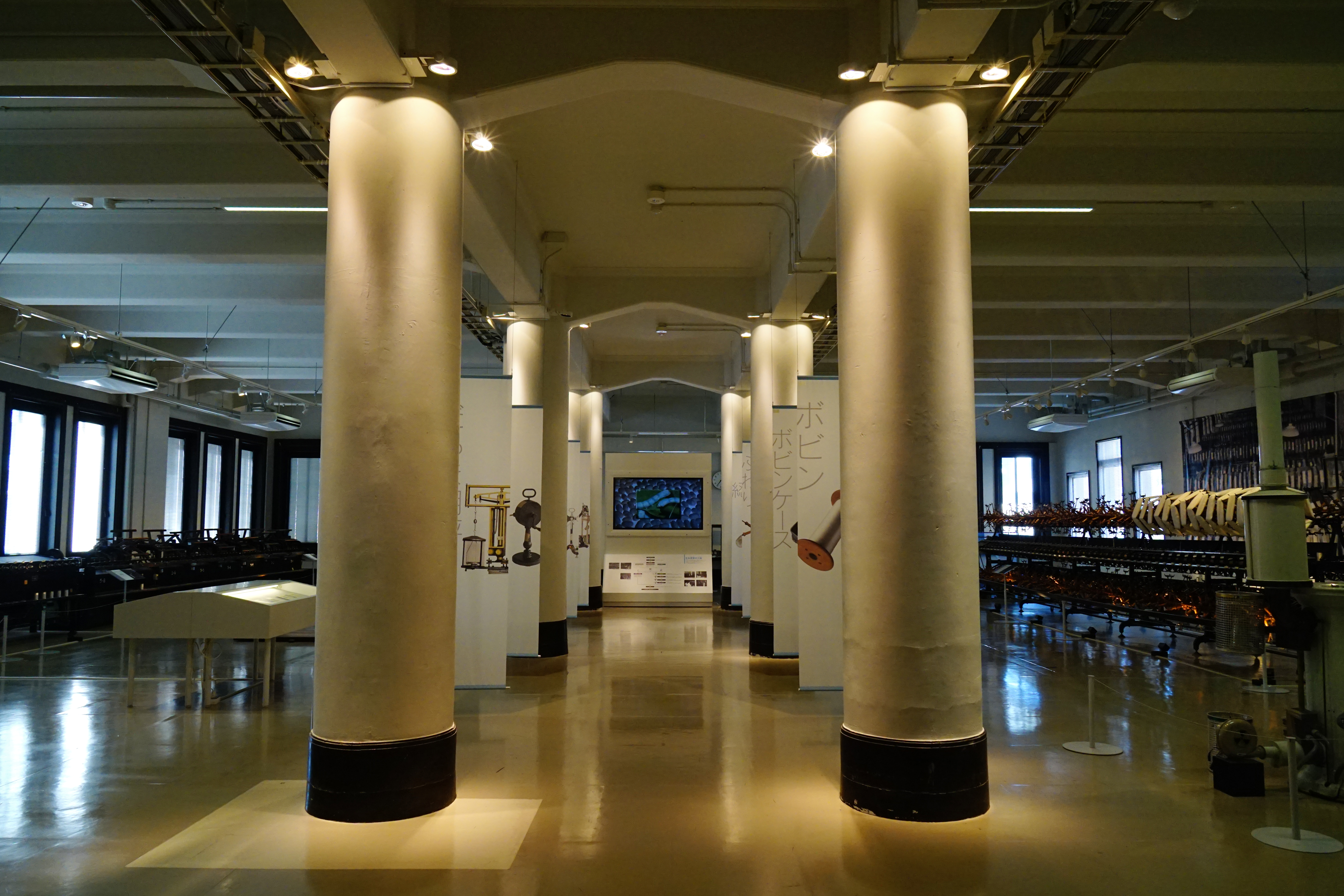
2F　生糸検査所ギャラリー

- プロジェクトスペース2A

3F
- プロジェクトスペース3A

4F
- プロジェクトスペース3A

- 1F　カフェ
- 2F　ライブラリ
- 2F　生糸検査所ギャラリー

## 交通アクセス
- JR三ノ宮駅、阪神神戸三宮駅、阪急神戸三宮駅、地下鉄三宮駅 徒歩20分
- ポートライナー 貿易センター駅 徒歩5分
- 日本で一番短い国道の174号線に西に面する

## 周辺情報
- 新港地区
  - 神戸税関
  - 旧国立生糸検査所
  - 新港貿易会館
- 神戸商工貿易センタービル
- 東遊園地